# Futsal nos Jogos da Lusofonia de 2006
O torneio de futsal nos Jogos da Lusofonia de 2006 ocorreu no Ginásio dos Jogos do Leste Asiático de Macau entre 9 e 14 de outubro. Houve apenas competição masculina, vencida pelo Brasil. As cinco equipes se enfrentaram em turno único.

## Medalhistas
Abaixo, o quadro de medalhas.
| Ordem | País     | Medalha de ouro | Medalha de prata | Medalha de bronze | Total |
| ----- | -------- | --------------- | ---------------- | ----------------- | ----- |
| 1     | Brasil   | 1               | 0                | 0                 | 1     |
| 2     | Portugal | 0               | 1                | 0                 | 1     |
| 3     | Angola   | 0               | 0                | 1                 | 1     |

## Resultados

### Classificação
Abaixo, a classificação final.
| Equipe      | Pts | J | V | E | D | GF  | GS  |
| ----------- | --- | - | - | - | - | --- | --- |
| Brasil      | 10  | 4 | 3 | 1 | 0 | 111 | 1   |
| Portugal    | 10  | 4 | 3 | 1 | 0 | 83  | 2   |
| Angola      | 6   | 4 | 2 | 0 | 2 | 27  | 14  |
| Macau       | 3   | 4 | 1 | 0 | 3 | 13  | 55  |
| Timor-Leste | 0   | 4 | 0 | 0 | 4 | 7   | 169 |

### Partidas
Abaixo, as partidas e seus resultados.
| Macau       | 0 - 2  | Angola      |
| Portugal    | 56 - 0 | Timor-Leste |
| Brasil      | 7 - 0  | Angola      |
| Macau       | 13 - 4 | Timor-Leste |
| Brasil      | 27 - 0 | Macau       |
| Angola      | 1 - 4  | Portugal    |
| Portugal    | 22 - 0 | Macau       |
| Timor-Leste | 0 - 76 | Brasil      |
| Portugal    | 1 - 1  | Brasil      |
| Timor-Leste | 3 - 24 | Angola      |